# 2585 Irpedina
2585 Irpedina è un asteroide della fascia principale. Scoperto nel 1979, presenta un'orbita caratterizzata da un semiasse maggiore pari a 2,4254671 UA e da un'eccentricità di 0,2358080, inclinata di 5,98316° rispetto all'eclittica.